# Filmambiente
Filmambiente es un festival de cine anual celebrado mayormente en la ciudad de Río de Janeiro, Brasil. El evento presenta anualmente películas y producciones en vídeo con temáticas relacionadas con la sostenibilidad, lo ambiental, que presenten alguna problemática relacionada con el medio ambiente o brinden alguna solución al respecto. 
Filmambiente se propone generar debates y ayudar a aumentar el conocimiento y la toma de conciencia en gobiernos, empresas y personas sobre la preservación de la vida en el planeta.
Todas las películas exhibidas en el festival están subtituladas en portugués y se puede acceder a ellas totalmente gratis.

## Actividades realizadas
- Programación y exhibición de películas con temática ambiental, sustentabilidad y regeneración de la vida en el planeta.[7]
- Sesión de preguntas y respuestas al finalizar las proyecciones.[8]
- Paneles temáticos.
- Organización de eventos y exposiciones a pedido de empresas e instituciones educativas.

## Otras sedes
El evento ha sido realizado en otras sedes como Porto Alegre, Brasilia, Niterói, e inclusive ha sido llevada a cabo de forma completamente online en 2020 y 2021.